# Ilija Nestorovski
Ilija Nestorovski (Prilep, 12 de março de 1990) é um futebolista profissional macedônio que atua como atacante.

## Carreira
Ilija Nestorovski começou a carreira no	Pobeda.